# Pristimantis inusitatus
Pristimantis inusitatus es una especie de anfibio anuro de la familia Craugastoridae.

## Distribución
Esta especie es endémica de la vertiente oriental de la Cordillera Oriental en Ecuador. Habita entre los 1300 y 2160 m de altitud en las provincias de Napo, Orellana, Sucumbíos y Pastaza.
Su presencia es incierta en Colombia.

## Descripción
Las hembras miden de 24 a 24.4 mm.

## Publicación original
- Lynch & Duellman, 1980 : The Eleutherodactylus of the Amazonian slopes of the Ecuadorian Andes (Anura: Leptodactylidae). Miscellaneous Publication, Museum of Natural History, University of Kansas, n.º 69, p. 1-86[6]